# 斉藤清史
斉藤 清史（さいとう せいじ、1965年7月28日 - ）は、東京都目黒区出身。日本のサイクリスト、サイクリングコーチ、パーソナルトレーナーである。チャリプロとも呼ばれている。

## 来歴
14歳の時に自転車レース初出場。日本工業大学付属高校へ進学し自転車競技部へ所属する。インターハイ、国体、全日本選手権に出場。高校を卒業後、実業団選手として活動。20歳の時に出場した国際ロードレース（現ツアーオブジャパン）東京（大井埠頭）ステージで5位となり、全国大会では、初めての表彰台へ上がる。1988年に株式会社アートスポーツと、自転車ロードレース選手としてプロ契約を締結する。その後、単身で海外へ渡りレースを転戦。2000年に広島県で行われた全日本選手権出場を最後に、以降、公式レースには出場していない。

## コーチ、トレーナー
1995年から、パーソナルトレーナーとしても活動をしている。サイクリスト以外のアスリート、また一般人まで、トレーニングの指導、ライフスタイルのアドバイスなども提供している。サイクリングのコーチングでは、実際のレースに出場して、アシストをしながらの指導なども行っている。

### セミナー
2008年から、サイクリスト向けに解剖学と生理学のセミナーを展開中。現在Vol.7まで行われている。

## TV

### ドキュメンタリー
- 自転車レース 熱き夢への挑戦（2009年11月8日放映／テレビ朝日系[1]
- 自転車に魅せられて バンクに恋（2010年12月5日放映／テレビ朝日系）[2][3]

### CM
- 郵政省 EMS／バースデーソング編

## 自転車以外のスポーツ
5歳から柔道、6歳からは競泳を始める。自転車を始める中学2年まで続けていた。高校3年の冬にマラソン大会に出場し、18kmを1時間6分で完走している。
18歳のころからモータースポーツを始める。ラリー、ダートトライアル、ジムカーナ、サーキット、レーシングカート。自転車のオフシーズンに、趣味として行っている。

## 人物
国内では、自転車選手として企業とプロ契約を交わした最初の選手でもあり、サイクリングの指導、コーチングの第一人者でもある。自転車選手として、企業、個人からスポンサーを受けているサイクリストでもある。